# Riòmetre
Un riòmetre - en anglès riometer (relative ionospheric opacity meter) - és un instrument utilitzat per quantificar la quantitat de l'ona electromagnètica en l'atmosfera. Es tracta d'un radioreceptor especialment dissenyat per controlar ininterrompudament el soroll còsmic (emissió ràdio de fons que procedeix de l'espai exterior). Com el nom implica, un riòmetre mesura l'opacitat de la ionosfera. A falta de qualsevol absorció ionosfèrica, aquest soroll de ràdio, del qual es feia una mitjana durant un període prou llarg, forma una corba de dia silenciós. La diferència entre la corba de dia silenciós i el senyal de riòmetre és un indicador de la quantitat d'absorció, i es mesura en decibels. Els riòmetres són una antena de ràdio generalment passiva que opera en la gamma de radiofreqüència de VHF.
El riòmetre es desenvolupava el 1950 per científics a la Universitat d'Alaska que estava investigant els efectes de propagació de la ràdio d'aurora. De vegades l'aurora ocasionava el fracàs complet de comunicacions per ràdio a un distància llarga amb avions en l'Àrtida, una qüestió d'assumpte considerable per les Forces Aèries de l'Exèrcit dels Estats Units en un temps de tensió amb la Unió Soviètica.